# والتر بی. جونز
والتر بی. جونز (به انگلیسی: Walter B. Jones) ‏(۱۰ فوریه ۱۹۴۳–۱۰ فوریه ۲۰۱۹) نمایندهٔ حوزه انتخابیه سوم کارولینای شمالی از حزب جمهوری‌خواه ایالات متحده آمریکا در مجلس نمایندگان ایالات متحده آمریکا است که برای نخستین‌بار در ۹ ژانویه ۱۹۹۵ میلادی به‌عضویت این مجلس درآمد.